# Gabinete Portugués de Lectura de Bahía

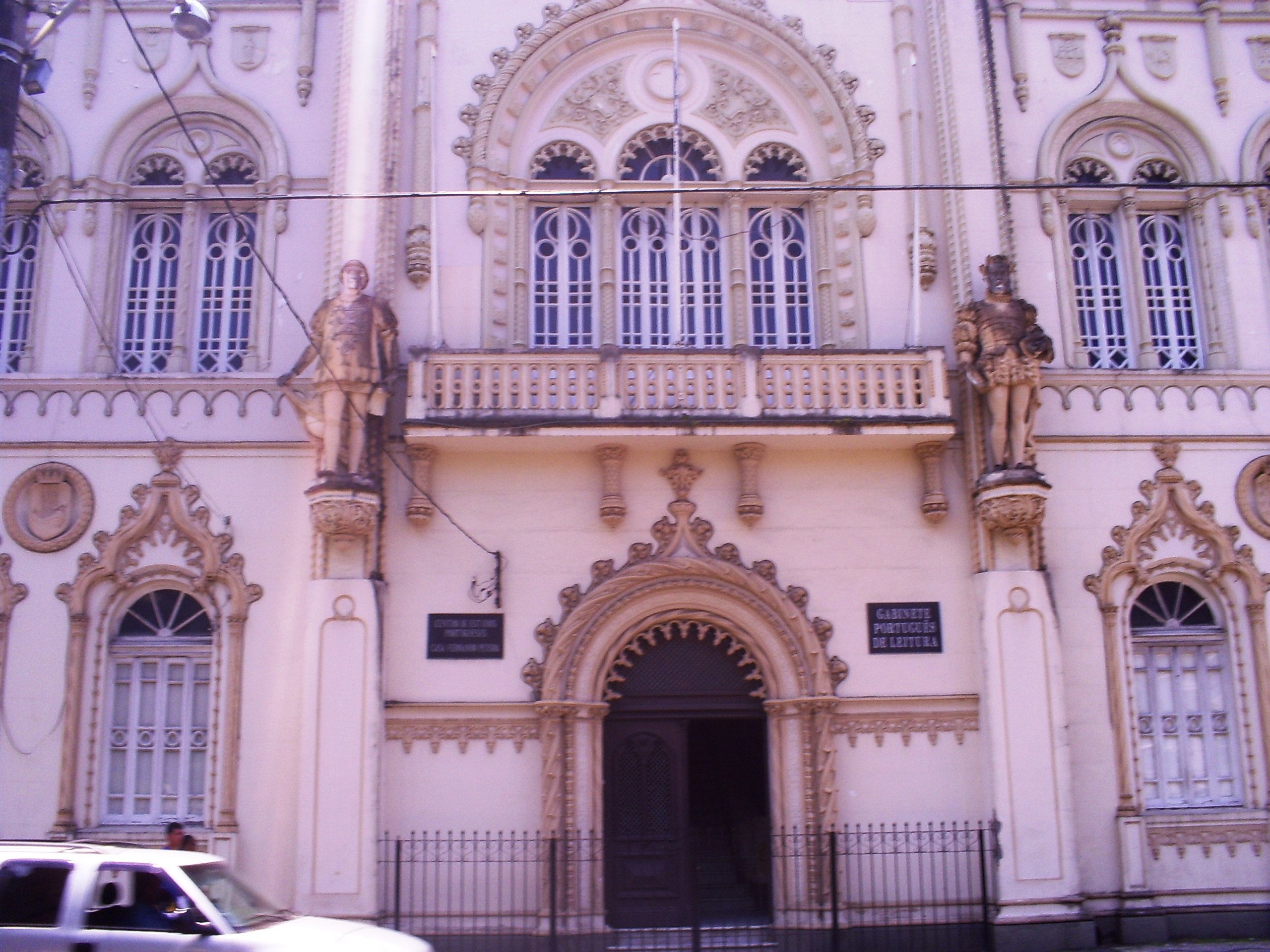
Detalle de la fachada del Gabinete Português de Leitura.

El Gabinete Portugués de Lectura de Bahía, (en portugués, Gabinete Português de Leitura) es una importante biblioteca e institución cultural lusófona, ubicada en Salvador de Bahía, capital del estado de Bahía, en Brasil, fundada el 2 de marzo de 1863. El elevado número de portugueses emigrados desde la antigua metrópoli, como en otras ciudades de Brasil, y la existencia de otras instituciones anteriores como la Real Sociedade Portuguesa de Beneficência Dezesseis de Setembro, son el marco histórico que permite situar el nacimiento del Gabinete.
Tras usar de diversos edificios y localizaciones, la sede actual fue construida entre 1915 y 1918, en estilo arquitectónico neomanuelino, al modo de otras instituciones hermanas como el Real Gabinete Portugués de Lectura de Río de Janeiro, siendo inaugurada por el gobernador del estado,  Moniz Aragão, el padre jesuita Luís Gonzaga Cabral, exiliado de Portugal a causa de persecuciones religiosas, que fue el principal orador de la  solemnidad, y próceres de la cultura local, como Teodoro Sampaio. Fue bendecida por monseñor Francisco de Assis Pires, vicario de São Pedro, iglesia situada al otro extremo de la Praça da Piedade, donde se erigió el Gabinete.  El edificio es obra de Alberto Borelli, y en su fachada destacan sendas estatuas de Pedro Álvares Cabral y Luis de Camoens, además de una vidriera que representa la primera Misa celebrada en Brasil, y dos murales representando el Adamastor, y a Camoens salvando las Lusiadas. La Biblioteca Infante Dom Henrique, reúne unos 25.000 volúmenes, entre libros, folletos, y publicaciones periódicas, de diversas áreas de conocimiento, aunque centrados en la Historia y Literatura de Brasil, Portugal y otros países lusófonos.